# Новоподимка
Новоподи́мкака — село в Україні, у Глодоській сільській громаді Новоукраїнського району Кіровоградської області. Населення становить 9 осіб. Орган місцевого самоврядування — Глодоська сільська рада.

## Населення
Згідно з переписом УРСР 1989 року чисельність наявного населення села становила 48 осіб, з яких 22 чоловіки та 26 жінок.
За переписом населення України 2001 року в селі мешкало 9 осіб. 100 % населення вказало своєю рідною мовою українську мову.

## Відомі люди
Уродженцем села є Герой Радянського Союзу І. М. Іщенко (1912–1979).